# Kamiranzogera (vattendrag i Karuzi)
Kamiranzogera är ett vattendrag i Burundi.   Det ligger i provinsen Karuzi, i den nordöstra delen av landet, 110 kilometer öster om huvudstaden Bujumbura.
Omgivningarna runt Kamiranzogera är en mosaik av jordbruksmark och naturlig växtlighet. Runt Kamiranzogera är det ganska tätbefolkat, med 179 invånare per kvadratkilometer.